# Großer Preis von Großbritannien 1959
Der Große Preis von Großbritannien 1959 (offiziell XII RAC British Grand Prix) fand am 18. Juli auf dem Aintree Circuit in Aintree statt und war das fünfte Rennen der Automobil-Weltmeisterschaft 1959.

## Bericht

### Hintergrund
Der Große Preis von Großbritannien 1959 fand zum dritten Mal auf dem Aintree Circuit statt. Der Austragungsort wechselte zu dieser Zeit jährlich mit dem Silverstone Circuit. Zur Halbzeit der Automobil-Weltmeisterschaft 1959 führte Jack Brabham in der Fahrerwertung, sein Team Cooper in der Konstrukteurswertung. Kontrahent Ferrari war gezwungen ein Rennen zu pausieren, weil er durch einen Streik im Heimatland Italien die Grenze nicht passieren durfte. Somit nahm kein Ferrari am Rennen teil, lediglich Tony Brooks erhielt die Freigabe vom Team, bei einem anderen Rennstall zu fahren, um seine Chancen in der Fahrerweltmeisterschaft zu wahren. Der Einsatz von Brooks war das einzige Rennen der Saison für den amtierenden Konstrukteursweltmeister, Vanwall, der mit dem Vanwall VW59 einen neuen Wagen einsetzte. Dieser Wagen war jedoch nur eine geringfügige Weiterentwicklung des Vorjahresautos und nicht konkurrenzfähig. Es blieb der einzige Einsatz dieses Vanwalls.
Cooper und B.R.M. gingen mit jeweils drei Fahrzeugen und unveränderten Fahrerpaarungen ins Rennen, bei Lotus wurde Innes Ireland als Teamkollege von Graham Hill für ein Rennen von Alan Stacey ersetzt. Das Aston-Martin-Team meldete sich nach einem Rennen Pause zurück und trat erneut mit Roy Salvadori und Carroll Shelby an und verwendete mit Avon-Reifen als einziges Team keine Dunlop-Reifen.
Den Großteil des Fahrerfeldes machten wie schon in den vorhergehenden Jahren Fahrer mit privaten Wagen aus. Stirling Moss fuhr ein letztes Mal einen B.R.M. für B.R.P., er wechselte nach dem Rennen zurück zum Rob Walker Racing Team, für das Maurice Trintignant gemeldet war. Die Teamkollegen von Moss waren Ivor Bueb und Chris Bristow. Bueb bestritt seinen letzten Formel-1-Grand-Prix; er verunglückte später in einem Formel-2-Rennens in Frankreich tödlich. Bristow hingegen debütierte in der Automobilmeisterschaft. Die Scuderia Centro Sud hatte drei Wagen dabei, zwei Cooper T51 für Ian Burgess und Hans Herrmann und einen Maserati 250F für Fritz d’Orey. Für Herrmann und d’Orey war es das letzte Rennen für die Scuderia Centro Sud, Herrmann fuhr außerdem das letzte Mal in seiner Karriere einen Cooper.
Brian Naylor fuhr sein einziges Saisonrennen und meldete dafür einen neuen Wagen an, den JBW Type 1. Das Auto wurde von einem Maserati-Motor angetrieben, der hinter dem Fahrer eingebaut war. Neben Cooper war dieses Fahrzeug das zweite mit Mittelmotor. Einen weiteren neuen Wagen meldete Mike Parkes fürs Rennen, einen Fry, der jedoch nicht konkurrenzfähig war und nur bei diesem Rennen eingesetzt wurde. Beim Großen Preis von Frankreich 1966 kehrte Parkes in die Automobil-Weltmeisterschaft zurück.
Jack Fairman, Trevor Taylor, Mike Taylor, Peter Ashdown, Keith Greene, Bill Moss, Henry Taylor und Tim Parnell versuchten sich mit privaten Cooper zu qualifizieren, David Piper und Dennis Taylor auf Lotus. Für Trevor Taylor, Mike Taylor, Greene, Henry Taylor, Parnell und Piper war es das Debüt, für Bill Moss, Ashdown und Dennis Taylor das einzige Rennen.
Stirling Moss hatte auf dem Aintree Circuit beide vorhergehenden Rennen gewonnen, Brooks eines, als er sich mit Moss den Sieg teilte. Bei den Konstrukteuren war Vanwall einmal erfolgreich.

### Training
Aston Martin verbesserte in den Wochen vor dem Grand Prix die Rennfähigkeit seiner Wagen und fuhr zusammen mit Cooper und B.R.M. um die Pole-Position. Brabham auf Cooper und Salvadori auf Aston Martin erzielten in diesem Duell die gleiche Zeit von 1:58,000 Minuten. Die Pole-Position wurde Brabham zuerkannt, die erste seiner Karriere sowie die erste der Teamgeschichte des Cooper-Werksteams. Gleichzeitig war es aber für beide die einzige Pole-Position der Saison. Mit diesem Trainingsergebnis erreichten fünf verschiedene Fahrer in fünf verschiedenen Teams die Pole-Position in den ersten fünf Saisonrennen. Lediglich für den Konstrukteur Cooper war es bereits das zweite Mal der erste Startplatz in der Formel-1-Saison 1959.
Auch im Duell um Platz drei in der Startaufstellung wurde dieselbe Zeit erzielt, Harry Schell auf B.R.M. wurde Dritter, Trintignant auf einem privaten Cooper Vierter. Einen weiteren Cooper qualifizierte Gregory auf Platz fünf vor dem zweiten Aston Martin von Shelby auf Position sechs. Shelby hatte die gleiche Zeit wie Stirling Moss und Bruce McLaren auf Cooper hinter ihm. Die „Top Zehn“ wurden von Graham Hill im Lotus und Jo Bonnier im B.R.M. komplettiert.
Hinter Ron Flockhart auf B.R.M. und Stacey auf den Positionen elf und zwölf qualifizierten sich viele Fahrer mit privaten Wagen. Naylor mit dem JBW wurde 14., Brooks kam mit Vanwall nicht über einen 17. Startplatz hinaus.
Das Fahrerfeld war auf 24 Fahrzeuge begrenzt, wodurch sechs Fahrer sich nicht qualifizierten. Diese Fahrer waren Greene, Bill Moss, Parkes, Parnell, Dennis Taylor und Trevor Taylor.

### Rennen

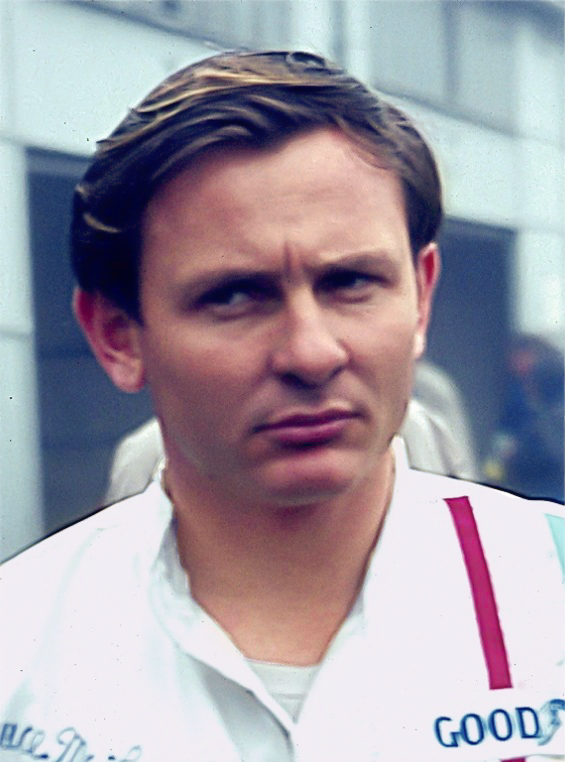
Bruce McLaren – jüngster Fahrer einer schnellsten Rennrunde bis 2003

Ohne die Anwesenheit von Ferrari wurde das Rennen von Jack Brabham dominiert, der nach dem Start die Führung behielt und sich kontinuierlich einen Vorsprung auf die Konkurrenz aufbaute. Auf Position zwei folgte ihm Stirling Moss, der sich von Startplatz sechs aus nach vorne verbesserte.
Für Brooks war das Rennen bereits nach 13 Runden durch Zündungsprobleme an seinem Vanwall beendet. Das gab Brabham die Möglichkeit, seinen Vorsprung in der Fahrerwertung weiter auszubauen; denn Brabham führte das Rennen an, ohne von der Konkurrenz unter Druck gesetzt zu werden. Der einzige, der Brabham folgen konnte, war Stirling Moss, doch er benötigte einen Boxenstopp für Reifenwechsel und wenige Runden später einen weiteren zum Nachtanken.
Ab der Runde 17 fielen viele Fahrer nacheinander mit verschiedenen Defekten aus. Mike Taylor und Naylor hatten Schwierigkeiten mit der Kraftübertragung, Piper eine defekte Zylinderkopfdichtung. Herrmann schied in Runde 21 mit einem Kupplungsschaden aus, Burgess in Runde 31 mit Getriebeschaden. In Runde 37 zeigte sich erneut die Unzuverlässigkeit des B.R.M., als Jo Bonnier ausschied. Einige Runden später drehte sich außerdem noch sein Teamkollege Flockhart von der Strecke, wodurch bei B.R.M. nur noch Schell im Rennen verblieb. In Runde 39 schied Fairman mit Getriebeschaden aus, d’Orey verunfallte in Runde 57, wodurch kein Fahrer der Scuderia Centro Sud das Ziel erreichte. Der letzte Ausfall des Rennens betraf Shelby auf Aston Martin. Eine defekte Zündung war der Grund. Der zweite Aston Martin erreichte jedoch das Ziel und somit die erste Zielankunft des Teams.
An der Spitze hielt Brabham einen konstanten Vorsprung auf die Konkurrenz und gewann das Rennen mit 22 Sekunden Vorsprung auf den Zweiten. Er wurde damit zum ersten Fahrer in der Automobilmeisterschaft 1959, der ein zweites Rennen für sich entschied. Auch für Cooper war es der zweite Saisonerfolg. Die Frontmotorwagen der Konkurrenz kamen zusammengenommen auf drei Siege, jedoch gelang es Cooper immer mehr, mit dem Mittelmotorkonzept zu dominieren. Sowohl für Fahrer als auch für das Team blieb es der einzige Erfolg auf dem Aintree Circuit.
Das Rennen um den zweiten Platz entwickelte sich gegen Rennende zum Zweikampf zwischen Stirling Moss und McLaren. Erst fuhr Moss die schnellste Rennrunde in Runde 69, dann kam McLaren immer näher, bis er seinerseits in der letzten Rennrunde die schnellste Rennrunde fuhr. Er kam bis in den Windschatten von Moss und versuchte auf der Zielgeraden ein Überholmanöver, das jedoch knapp nicht mehr gelang. Moss behielt mit zwei Zehnteln Vorsprung den zweiten Platz. Für McLaren war es die erste Podestplatzierung seiner Karriere, außerdem stellte er den Rekord des jüngsten Fahrers einer schnellsten Rennrunde auf. Beim Großen Preis von Großbritannien 1959 war er 21 Jahre und 321 Tage alt, als er seine erste schnellste Rennrunde fuhr. Dieser Rekord hatte 44 Jahre Bestand und wurde beim Großen Preis von Kanada 2003 von Fernando Alonso gebrochen, der allerdings nur einen Tag jünger war als Bruce McLaren.
Schell wurde Vierter, Trintignant Fünfter. Knapp an den Punkterängen scheiterte Aston Martin, da Salvadori nur Sechster wurde. Hinter Gregory auf Position sieben kamen die beiden Lotus-Fahrer ins Ziel, allerdings mit mehr als vier Runden Rückstand. Lotus hatte die Entwicklung des Wagens eingestellt und konzentrierte sich bereits auf den Bau eines neuen Mittelmotorautos. Hinter den beiden Fahrern wurden Bristow, Henry Taylor, Ashdown und Bueb klassifiziert.
In der Fahrerwertung baute Brabham seinen Vorsprung vor Brooks auf 13 Punkte aus. Phil Hill blieb trotz Abwesenheit auf Position drei, Moss und McLaren verbesserten sich auf Platz vier und fünf der Fahrerwertung. In der Konstrukteurswertung führte Cooper nach dem Rennen mit zehn Punkten Vorsprung auf Ferrari, B.R.M. kam durch den zweiten Platz von Stirling Moss bis auf zwei Punkte an Ferrari heran.

## Meldeliste
| Team                       | Nr. | Fahrer              | Chassis           | Motor               | Reifen |
| -------------------------- | --- | ------------------- | ----------------- | ------------------- | ------ |
| David Brown Corporation    | 02  | Roy Salvadori       | Aston Martin DBR4 | Aston Martin 2.5 L6 | A      |
| David Brown Corporation    | 24  | Carroll Shelby      | Aston Martin DBR4 | Aston Martin 2.5 L6 | A      |
| British Racing Partnership | 06  | Stirling Moss       | BRM P25           | BRM 2.5 L4          | D      |
| British Racing Partnership | 46  | Ivor Bueb           | Cooper T51        | Borgward 1.5 L4     | D      |
| British Racing Partnership | 48  | Chris Bristow       | Cooper T51        | Borgward 1.5 L4     | D      |
| Owen Racing Organisation   | 08  | Harry Schell        | BRM P25           | BRM 2.5 L4          | D      |
| Owen Racing Organisation   | 10  | Jo Bonnier          | BRM P25           | BRM 2.5 L4          | D      |
| Owen Racing Organisation   | 42  | Ron Flockhart       | BRM P25           | BRM 2.5 L4          | D      |
| Cooper Car Company         | 12  | Jack Brabham        | Cooper T51        | Climax 2.5 L4       | D      |
| Cooper Car Company         | 14  | Masten Gregory      | Cooper T51        | Climax 2.5 L4       | D      |
| Cooper Car Company         | 16  | Bruce McLaren       | Cooper T51        | Climax 2.5 L4       | D      |
| Rob Walker Racing Team     | 18  | Maurice Trintignant | Cooper T51        | Climax 2.5 L4       | D      |
| Vandervell Products Ltd.   | 20  | Tony Brooks         | Vanwall VW59      | Vanwall 2.5 L4      | D      |
| Scuderia Centro Sud        | 22  | Ian Burgess         | Cooper T51        | Maserati 2.5 L4     | D      |
| Scuderia Centro Sud        | 24  | Hans Herrmann       | Cooper T51        | Maserati 2.5 L4     | D      |
| Scuderia Centro Sud        | 40  | Fritz d’Orey        | Maserati 250F     | Maserati 2.5 L6     | D      |
| Team Lotus                 | 28  | Graham Hill         | Lotus 16          | Climax 2.5 L4       | D      |
| Team Lotus                 | 30  | Alan Stacey         | Lotus 16          | Climax 2.5 L4       | D      |
| JB Naylor                  | 36  | Brian Naylor        | JBW Type 1        | Maserati 2.5 L4     | D      |
| High Efficiency Motors     | 38  | Jack Fairman        | Cooper T45        | Climax 2.5 L4       | D      |
| Ace Garage-Rotherham       | 44  | Trevor Taylor       | Cooper T51        | Climax 1.5 L4       | D      |
| Alan Brown Equipe          | 50  | Mike Taylor         | Cooper T45        | Climax 1.5 L4       | D      |
| Alan Brown Equipe          | 52  | Peter Ashdown       | Cooper T45        | Climax 1.5 L4       | D      |
| Gilby Engineering          | 54  | Keith Greene        | Cooper T45        | Climax 2.5 L4       | D      |
| United Racing Stable       | 56  | Bill Moss           | Cooper T51        | Climax 1.5 L4       | D      |
| R.H.H. Parnell             | 58  | Henry Taylor        | Cooper T51        | Climax 1.5 L4       | D      |
| R.H.H. Parnell             | 66  | Peter Ashdown       | Cooper T45        | Climax 1.5 L4       | D      |
| David Fry                  | 60  | Mike Parkes         | Fry               | Climax 1.5 L4       | D      |
| Dennis Taylor              | 62  | Dennis Taylor       | Lotus 12          | Climax 1.5 L4       | D      |
| Dorchester Service Station | 64  | David Piper         | Lotus 16          | Climax 1.5 L4       | D      |

## Klassifikationen

### Startaufstellung
| Pos. | Fahrer              | Konstrukteur    | Zeit       | Ø-Geschwindigkeit | Start |
| ---- | ------------------- | --------------- | ---------- | ----------------- | ----- |
| 01   | Jack Brabham        | Cooper-Climax   | 1:58,0     | 147,29 km/h       | 01    |
| 02   | Roy Salvadori       | Aston Martin    | 1:58,0     | 147,29 km/h       | 02    |
| 03   | Harry Schell        | B.R.M.          | 1:59,2     | 145,81 km/h       | 03    |
| 04   | Maurice Trintignant | Cooper-Climax   | 1:59,2     | 145,81 km/h       | 04    |
| 05   | Masten Gregory      | Cooper-Climax   | 1:59,4     | 145,57 km/h       | 05    |
| 06   | Carroll Shelby      | Aston Martin    | 1:59,6     | 145,32 km/h       | 06    |
| 07   | Stirling Moss       | B.R.M.          | 1:59,6     | 145,32 km/h       | 07    |
| 08   | Bruce McLaren       | Cooper-Climax   | 1:59,6     | 145,32 km/h       | 08    |
| 09   | Graham Hill         | Lotus-Climax    | 2:00,0     | 144,84 km/h       | 09    |
| 10   | Jo Bonnier          | B.R.M.          | 2:00,0     | 144,84 km/h       | 10    |
| 11   | Ron Flockhart       | B.R.M.          | 2:00,2     | 144,60 km/h       | 11    |
| 12   | Alan Stacey         | Lotus-Climax    | 2:02,8     | 141,54 km/h       | 12    |
| 13   | Ian Burgess         | Cooper-Maserati | 2:03,0     | 141,31 km/h       | 13    |
| 14   | Brian Naylor        | JBW-Maserati    | 2:03,0     | 141,31 km/h       | 14    |
| 15   | Jack Fairman        | Cooper-Climax   | 2:04,2     | 139,94 km/h       | 15    |
| 16   | Chris Bristow       | Cooper-Borgward | 2:04,4     | 139,71 km/h       | 16    |
| 17   | Tony Brooks         | Vanwall         | 2:04,6     | 139,49 km/h       | 17    |
| 18   | Ivor Bueb           | Cooper-Borgward | 2:04,8     | 139,27 km/h       | 18    |
| 19   | Hans Herrmann       | Cooper-Maserati | 2:05,6     | 138,38 km/h       | 19    |
| 20   | Fritz d’Orey        | Maserati        | 2:05,6     | 138,38 km/h       | 20    |
| 21   | Henry Taylor        | Cooper-Climax   | 2:05,6     | 138,38 km/h       | 21    |
| 22   | David Piper         | Lotus-Climax    | 2:05,6     | 138,38 km/h       | 22    |
| 23   | Peter Ashdown       | Cooper-Climax   | 2:06,2     | 137,82 km/h       | 23    |
| 24   | Mike Taylor         | Cooper-Climax   | 2:07,0     | 136,86 km/h       | 24    |
| DNQ  | Keith Greene        | Cooper-Climax   | keine Zeit | –                 | –     |
| DNQ  | Bill Moss           | Cooper-Climax   | keine Zeit | –                 | –     |
| DNQ  | Mike Parkes         | Fry-Climax      | keine Zeit | –                 | –     |
| DNQ  | Tim Parnell         | Cooper-Climax   | keine Zeit | –                 | –     |
| DNQ  | Dennis Taylor       | Lotus-Climax    | keine Zeit | –                 | –     |
| DNQ  | Trevor Taylor       | Cooper-Climax   | keine Zeit | –                 | –     |

### Rennen
| Pos. | Fahrer              | Konstrukteur    | Runden | Stopps | Zeit       | Start | Schnellste Runde |
| ---- | ------------------- | --------------- | ------ | ------ | ---------- | ----- | ---------------- |
| 01   | Jack Brabham        | Cooper-Climax   | 75     |        | 2:30:11,6  | 01    | 1:57,8           |
| 02   | Stirling Moss       | B.R.M.          | 75     |        | + 22,2     | 07    | 1:57,0           |
| 03   | Bruce McLaren       | Cooper-Climax   | 75     |        | + 22,4     | 08    | 1:57,0           |
| 04   | Harry Schell        | B.R.M.          | 74     |        | + 1 Runde  | 03    | 1:59,4           |
| 05   | Maurice Trintignant | Cooper-Climax   | 74     |        | + 1 Runde  | 04    | 1:59,2           |
| 06   | Roy Salvadori       | Aston Martin    | 74     |        | + 1 Runde  | 02    | 2:00,4           |
| 07   | Masten Gregory      | Cooper-Climax   | 73     |        | + 2 Runden | 05    | 1:58,8           |
| 08   | Alan Stacey         | Lotus-Climax    | 71     |        | + 4 Runden | 12    | 2:04,2           |
| 09   | Graham Hill         | Lotus-Climax    | 70     |        | + 5 Runden | 09    | 2:01,6           |
| 10   | Chris Bristow       | Cooper-Borgward | 70     |        | + 5 Runden | 16    | 2:05,8           |
| 11   | Henry Taylor        | Cooper-Climax   | 69     |        | + 6 Runden | 21    | 2:07,4           |
| 12   | Peter Ashdown       | Cooper-Climax   | 69     |        | + 6 Runden | 23    | 2:08,2           |
| 13   | Ivor Bueb           | Cooper-Borgward | 69     |        | + 6 Runden | 18    | 2:08,0           |
| –    | Carroll Shelby      | Aston Martin    | 69     |        | DNF        | 06    | 2:00,0           |
| –    | Fritz d’Orey        | Maserati        | 57     |        | DNF        | 20    | 2:01,8           |
| –    | Ron Flockhart       | B.R.M.          | 53     |        | DNF        | 11    | 2:00,2           |
| –    | Jack Fairman        | Cooper-Climax   | 39     |        | DNF        | 15    | 2:05,8           |
| –    | Jo Bonnier          | B.R.M.          | 37     |        | DNF        | 10    | 2:01,2           |
| –    | Ian Burgess         | Cooper-Maserati | 31     |        | DNF        | 13    | 2:00,4           |
| –    | Hans Herrmann       | B.R.M.          | 21     |        | DNF        | 19    | 2:07,2           |
| –    | David Piper         | Lotus-Climax    | 19     |        | DNF        | 22    | 2:10,2           |
| –    | Brian Naylor        | JBW-Maserati    | 18     |        | DNF        | 14    | 2:02,0           |
| –    | Mike Taylor         | Cooper-Climax   | 17     |        | DNF        | 24    | 2:11,0           |
| –    | Tony Brooks         | Vanwall         | 13     |        | DNF        | 17    | 2:05,6           |

## WM-Stände nach dem Rennen
Die ersten fünf des Rennens bekamen 8, 6, 4, 3, 2 Punkte. Der Fahrer mit der schnellsten Rennrunde erhielt zusätzlich 1 Punkt. Es zählten nur die fünf besten Ergebnisse aus acht Rennen. Streichresultate sind in Klammern gesetzt.

### Fahrerwertung
| Pos. | Fahrer              | Konstrukteur                   | Punkte |
| ---- | ------------------- | ------------------------------ | ------ |
| 01   | Jack Brabham        | Cooper-Climax                  | 27     |
| 02   | Tony Brooks         | Ferrari / Vanwall              | 14     |
| 03   | Phil Hill           | Ferrari                        | 9      |
| 04   | Stirling Moss       | Cooper-Climax                  | 8,5    |
| 05   | Bruce McLaren       | Cooper-Climax                  | 8,5    |
| 06   | Jo Bonnier          | B.R.M.                         | 8      |
| 07   | Rodger Ward         | Watson-Offenhauser             | 8      |
| 08   | Maurice Trintignant | Cooper-Climax                  | 6      |
| 09   | Jim Rathmann        | Watson-Offenhauser             | 6      |
| 10   | Johnny Thomson      | Lesovsky-Offenhauser           | 5      |
| 11   | Masten Gregory      | Cooper-Climax                  | 4      |
| 12   | Tony Bettenhausen   | Eppery-Offenhauser             | 3      |
| 13   | Innes Ireland       | Lotus-Climax                   | 3      |
| 14   | Olivier Gendebien   | Ferrari                        | 3      |
| 15   | Harry Schell        | B.R.M.                         | 3      |
| 16   | Paul Goldsmith      | Eppery-Offenhauser             | 2      |
| 17   | Jean Behra          | Ferrari                        | 2      |
| 18   | Ron Flockhart       | B.R.M.                         | 0      |
| 19   | Alan Stacey         | Lotus-Climax                   | 0      |
| 20   | Roy Salvadori       | Cooper-Maserati / Aston Martin | 0      |

| Pos. | Fahrer                         | Konstrukteur       | Punkte |
| ---- | ------------------------------ | ------------------ | ------ |
| 21   | Giorgio Scarlatti              | Maserati           | 0      |
| 22   | Graham Hill                    | Lotus-Climax       | 0      |
| 23   | Carel Godin de Beaufort        | Porsche / Maserati | 0      |
| 24   | Fritz d’Orey                   | Maserati           | 0      |
| 25   | Chris Bristow                  | Cooper-Borward     | 0      |
| 26   | Henry Taylor                   | Cooper-Climax      | 0      |
| 27   | Peter Ashdown                  | Cooper-Climax      | 0      |
| 28   | Ivor Bueb                      | Cooper-Borward     | 0      |
| –    | Cliff Allison                  | Ferrari            | 0      |
| –    | Dan Gurney                     | Ferrari            | 0      |
| –    | Ian Burgess                    | Cooper-Maserati    | 0      |
| –    | Wolfgang Graf Berghe von Trips | Porsche            | 0      |
| –    | Bruce Halford                  | Lotus-Climax       | 0      |
| –    | Carroll Shelby                 | Aston Martin       | 0      |
| –    | Colin Davis                    | Cooper-Maserati    | 0      |
| –    | Jack Fairman                   | Cooper-Climax      | 0      |
| –    | Hans Herrmann                  | B.R.M.             | 0      |
| –    | David Piper                    | Lotus-Climax       | 0      |
| –    | Brian Naylor                   | JBW-Maserati       | 0      |

### Konstrukteurswertung
- Es zählten nur die fünf besten Ergebnisse aus acht Rennen. Streichresultate sind in Klammern gesetzt.
- Es zählte nur das Ergebnis des bestplatzierten Fahrzeugs eines Konstrukteurs.
- Beim Indianapolis 500 wurden keine Konstrukteurspunkte vergeben.

| Pos. | Konstrukteur  | Punkte |
| ---- | ------------- | ------ |
| 01   | Cooper-Climax | 26     |
| 02   | Ferrari       | 16     |
| 03   | B.R.M.        | 14     |
| 04   | Lotus-Climax  | 3      |
| 05   | Maserati      | 0      |

| Pos. | Konstrukteur | Punkte |
| ---- | ------------ | ------ |
| –    | Porsche      | 0      |
| –    | Aston Martin | 0      |
| –    | JBW-Maserati | 0      |
| –    | Vanwall      | 0      |